# Sanacorp Pharmahandel
Die Sanacorp Pharmahandel GmbH ist ein deutscher Pharmagroßhändler mit Hauptsitz in Planegg. Es werden bundesweit 19 Niederlassungen unterhalten.
Der Name Sanacorp ist ein Akronym aus dem lat. Sana „gesund“ und corpus „Körper“.

## Geschichte
Die Sanacorp ging aus zahlreichen Zusammenschlüssen und Übernahmen aus der am 29. Juli 1924 in Eßlingen am Neckar gegründeten Einkaufsgenossenschaft Württembergischer Apotheker (EGWA) hervor. Mit Wirkung zum 1. Januar 1990 fusionierten die beiden damals größten genossenschaftlich organisierten Pharmagroßhandlungen, die EGWA Apothekergenossenschaft eG, Asperg, und die Wiveda eG, Planegg bei München. Die EGWA hatte zu diesem Zeitpunkt einen Umsatz von knapp 1,5 Milliarden DM, 3.100 Mitglieder und 2.000 Mitarbeiter, die WiVedA ("WirtschaftsVerband deutscher Apotheken") einen Umsatz von knapp 1 Milliarde DM, 2.800 Mitglieder und 1.750 Mitarbeiter. Aus kartellrechtlichen Gründen musste die Beteiligung an der Andreae-Noris Zahn AG (ANZAG) auf 24,9 % begrenzt werden. Die Anteile wurden an die PAG Pharmaholding AG verkauft.
Im Jahre 1990 übernahm man die ehemaligen Versorgungsdepots für Pharmazie und Medizintechnik in Chemnitz, Potsdam und Stralsund.
1992 wurde das Unternehmen in Sanacorp eG Pharmazeutische Großhandlung umbenannt. Die Ausgliederung des operativen Geschäfts auf die Sanacorp Pharmahandel AG erfolgte 1995. Im Frühjahr 1996 schloss die Sanacorp eine strategische Partnerschaft mit dem größten Pharmagroßhändler Österreichs, der Herba-Apotheker-AG, und beteiligte sich mit rund 27 Prozent am Grundkapital der Gesellschaft. Am 25. Oktober 1996 ging die Sanacorp Pharmahandel AG an die Börse. Es wurden 2 Millionen Vorzugsaktien mit einem Nennwert von 5 DM zum Preis von 35 DM emittiert. Die Emission war 37-fach überzeichnet. Die Sanacorp Genossenschaft hielt nach dem Börsengang 100 % der Stimmrechte (Stammaktien) und 75,06 % des Kapitals.
Im Jahr 2001 versuchte Sanacorp, den Wettbewerber ANZAG zu übernehmen, scheiterte jedoch am Widerstand des Bundeskartellamtes. Der Rechtsstreit wurde durch ein Urteil des OLG Düsseldorf im Oktober 2006 beendet. Das Fusionskontrollverfahren war eines der längsten in der Geschichte der Bundesrepublik Deutschland. Die Sanacorp war zu diesem Zeitpunkt an der ANZAG mit 24,99 % beteiligt. Im Oktober 2010 wurde die Beteiligung für rund 69 Mio. Euro an die Alliance Boots veräußert.
Das operative Geschäft der Sanacorp Pharmahandel AG wurde rückwirkend zum 1. Januar 2007 in die neu gegründete Sanacorp Pharmahandel GmbH eingebracht und diese wiederum – zusammen mit dem französischen Pharmagroßhändler CERP Rouen S.A.S. (der seit Herbst 2008 astera S.A. heißt) sowie der belgischen CERP S.A. – in die Millennium S.p.A. mit Sitz in Bologna, Italien. Die Sanacorp AG wurde dabei in Sanacorp Pharmaholding AG umbenannt und hält nun 50 % der Anteile an Millennium. Die Millennium S.p.A. wurde am 10. Juni 2010 in Sanastera S.p.A. umbenannt. Sanastera ist Mitglied der im Jahr 2000 gegründeten Kooperation Sociedad Europea de Cooperaciòn Farmacéutico (SECOF).
Die v.d.Linde-Arzneimittel GmbH wurde zum 1. Januar 2009 von der Sanacorp Pharmahandel GmbH übernommen. Der Antrag auf Übernahme wurde am 4. März 2009 durch die EU-Kommission genehmigt.
Die Leopold Fiebig GmbH & Co. KG wurde zum 1. Januar 2021 von der Sanacorp Pharmahandel GmbH übernommen. Der Antrag auf Übernahme wurde am 9. März 2021 durch die EU-Kommission genehmigt.

## Niederlassungen
Sanacorp-Niederlassungen existieren in Asperg, Bad Segeberg, Chemnitz, Düsseldorf, Fürth, Hamburg, Hannover, Herne, Hürth, Mainz, Neuenstein, Offenburg, Planegg, Potsdam, Rheinstetten (Leopold Fiebig GmbH & Co. KG), Saarbrücken, Stralsund, Tuttlingen und Ulm.